# Aprilia Volley 2009-2010
Questa voce raccoglie le informazioni riguardanti l'Aprilia Volley nelle competizioni ufficiali della stagione 2009-2010.

## Organigramma societario
Area direttiva
- Presidente: Gianfranco Salvadori

Area tecnica
- Allenatore: Luca Cristofani
- Allenatore in seconda: Stefano De Sisto
- Scout man: Matteo Nardini (dal 30 novembre 2009)

Area comunicazione
- Videoman: Dario Denotarpietro

Area sanitaria
- Medico: Fabio Silvestri
- Fisioterapista: Chiara Berardini
- Preparatore atletico: Vincenzo Manzi
- Osteopata: Francesco Setaccioli

## Rosa
| N° | Nome                    | Ruolo | Data di nascita   | Nazionalità sportiva |
| -- | ----------------------- | ----- | ----------------- | -------------------- |
| 1  | Martha Zamora           | O     | 15 ottobre 1983   | Italia               |
| 2  | Stefania Munari         | S     | 7 febbraio 1978   | Italia               |
| 3  | Stefania Casuscelli     | C     | 23 settembre 1875 | Italia               |
| 4  | Alma Vetri              | P     | 21 gennaio 1985   | Italia               |
| 5  | Mirela Corjeutanu       | S     | 6 luglio 1987     | Romania              |
| 6  | Alexandra Garcia        | C     | 16 gennaio 1981   | Colombia             |
| 7  | Federica Pappacena      | S     | 23 giugno 1985    | Italia               |
| 8  | Giorgia Tanturli        | P     | 1º settembre 1981 | Italia               |
| 9  | Simona Pinci            | L     | 19 gennaio 1992   | Italia               |
| 10 | Monica Ravetta          | O     | 29 agosto 1985    | Italia               |
| 11 | Martina Piattella       | P     | 30 settembre 1987 | Italia               |
| 12 | Elisa Lucioli           | S     | 28 febbraio 1986  | Italia               |
| 14 | Elisa Cella             | S     | 4 giugno 1982     | Italia               |
| 17 | Monica De Gennaro       | L     | 8 gennaio 1987    | Italia               |
| 18 | Lulama Musti De Gennaro | C     | 21 gennaio 1983   | Italia               |